# Pediopsis kurentsovi
Pediopsis kurentsovi är en insektsart som beskrevs av Anufriev 1976. Pediopsis kurentsovi ingår i släktet Pediopsis och familjen dvärgstritar. Inga underarter finns listade i Catalogue of Life.